# 崙敦古鳳宮
崙敦古鳳宮，臺灣花蓮縣玉里鎮廟宇，乃玉里勝安宮之第三分堂，舊稱勝化堂，主祀王母娘娘，開基於1964年。宮廟供奉八尺六吋王母娘娘之金身塑像，尺寸據稱為全台灣最大。
23°19′42″N 121°19′04″E / 23.328439°N 121.317715°E

## 沿革
台灣王母娘娘信仰歷史於觀音菩薩、媽祖信仰而言，相對晚近，其淵源可追溯自1949年之際，該年6月13日上午6點30分西王母顯靈降身於青年蘇烈東身上係為開端。蘇烈東原為隨國民政府撤退避難之外省青年，恰巧在花蓮市中央市場結識張煙、林金枝夫婦，得以向其在今吉安鄉分租一間草茅屋居住，而該間草茅屋正是蘇烈東化作乩身、王母娘娘顯靈之福地（現址為花蓮勝安宮）。自此之後，王母娘娘時時顯靈濟世、治病救人無數，且幾乎事事有求必應，聲名遠播，乃至於從富里、玉里甚至台東遠道而來朝聖的信徒，絡繹不絕，西王母信仰由是興盛起來。
西王母娘娘信仰在台灣的1950年起分為兩派系統，一為「勝安宮」系統、二為「慈惠堂」系統，崙敦古鳳宮係屬花蓮勝安宮系統。1957年，花蓮勝安宮在玉里設立分廟，此即「玉里勝安宮」。玉里勝安宮則於1964年設立第三分堂勝化堂。1990年，廟中住持王素鸞女士夢見觀音菩薩降旨，改名為崙敦古鳳宮，乃是取自於地母娘娘曾在九層天上的崙敦山石洞內修練的典故而來。
王素鸞住持生於日治時期大正六年（1917年），十分熟稔《封神演義》中各道教神祇典故。根據王素鸞女士說法，王母娘娘係由地母娘娘的血液造成，故王母娘娘神格次於地母娘娘，又有王母娘娘乃是受業於通天老祖、鴻鈞老祖的神話傳說流傳。
2016年，吳義郎上任崙敦古鳳宮管理委員會之主委，見王母娘娘神像過於老舊，發願重塑王母娘娘、宮娥及左右護法等金身，其中王母娘娘以古法製作，高度約八尺六吋，據稱為台灣最大尊的王母娘娘神像。 此外，古鳳宮興建於1964年，廟身亦顯老舊，廟方同年以重修方式為號召，持續籌措改建基金。

## 圖輯

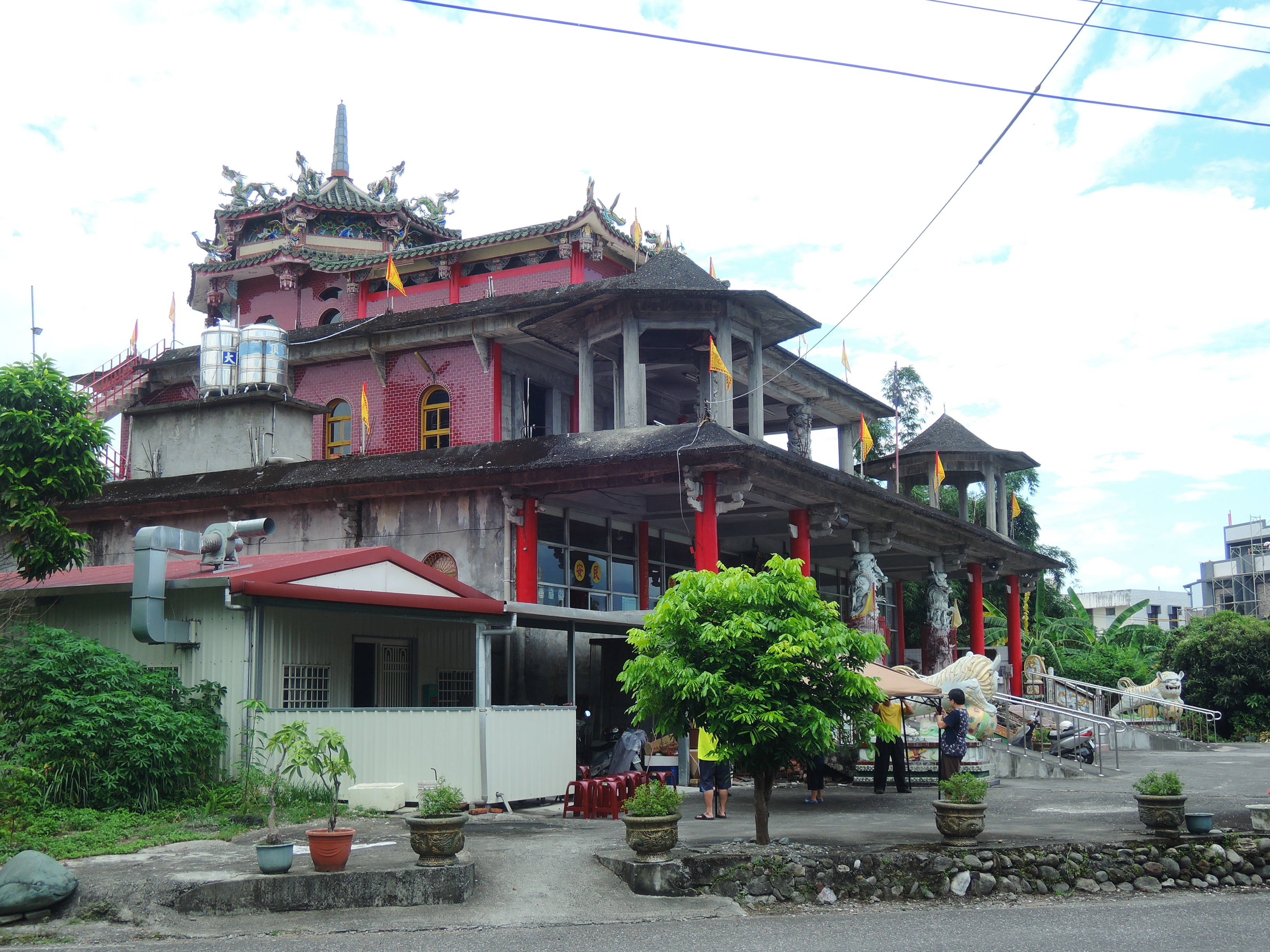
外貌
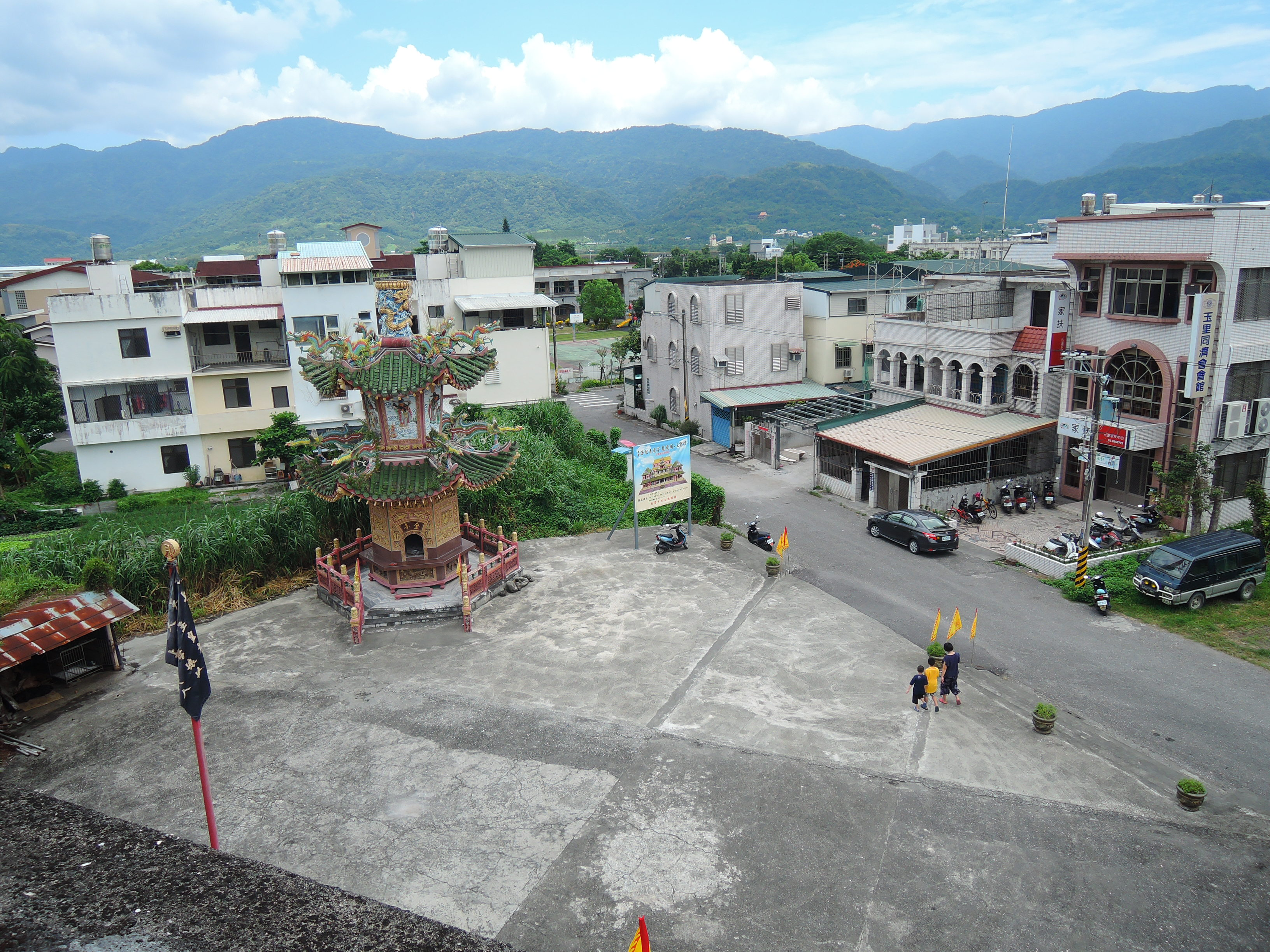
金爐、廟埕
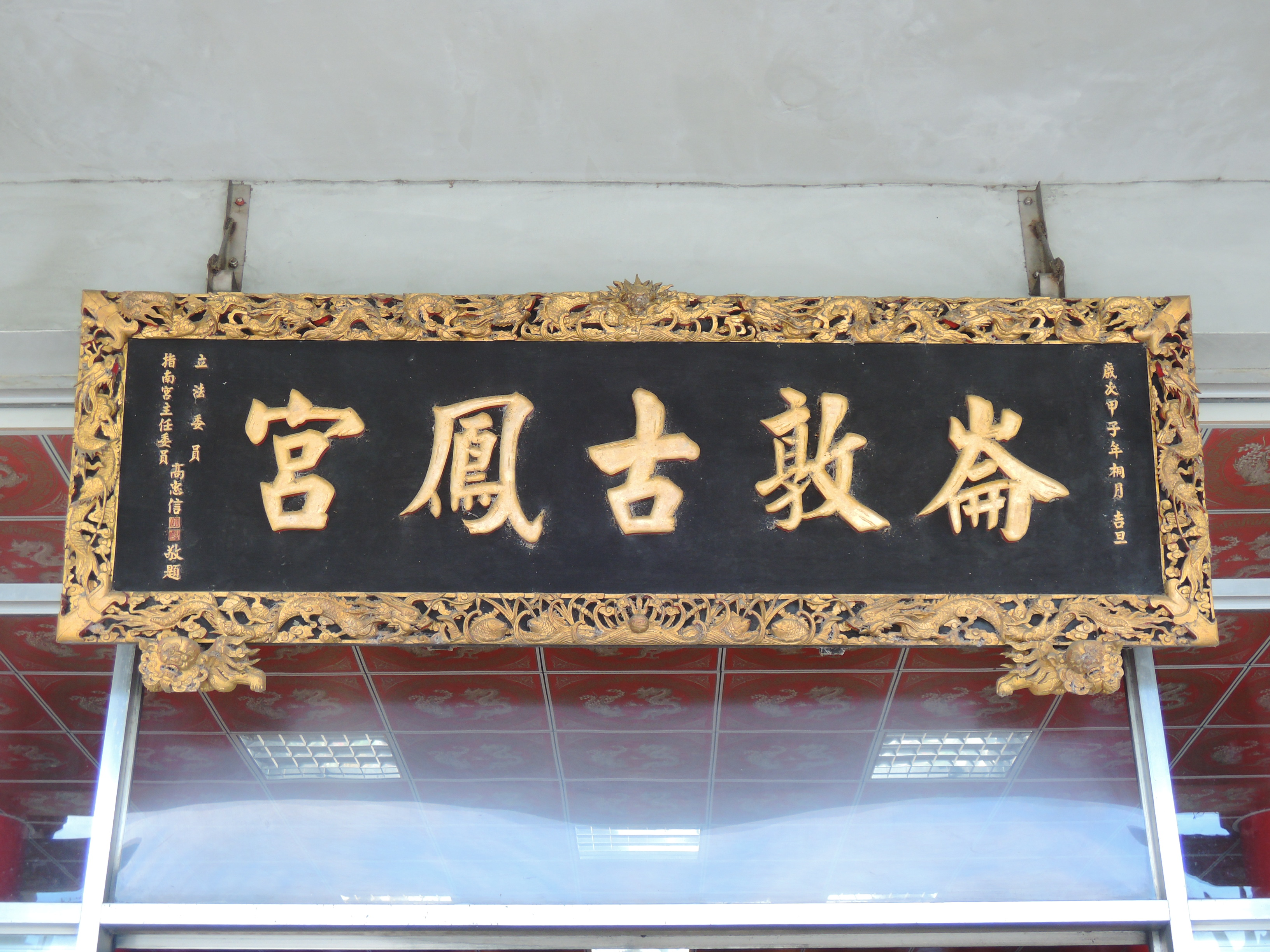
聖旨牌
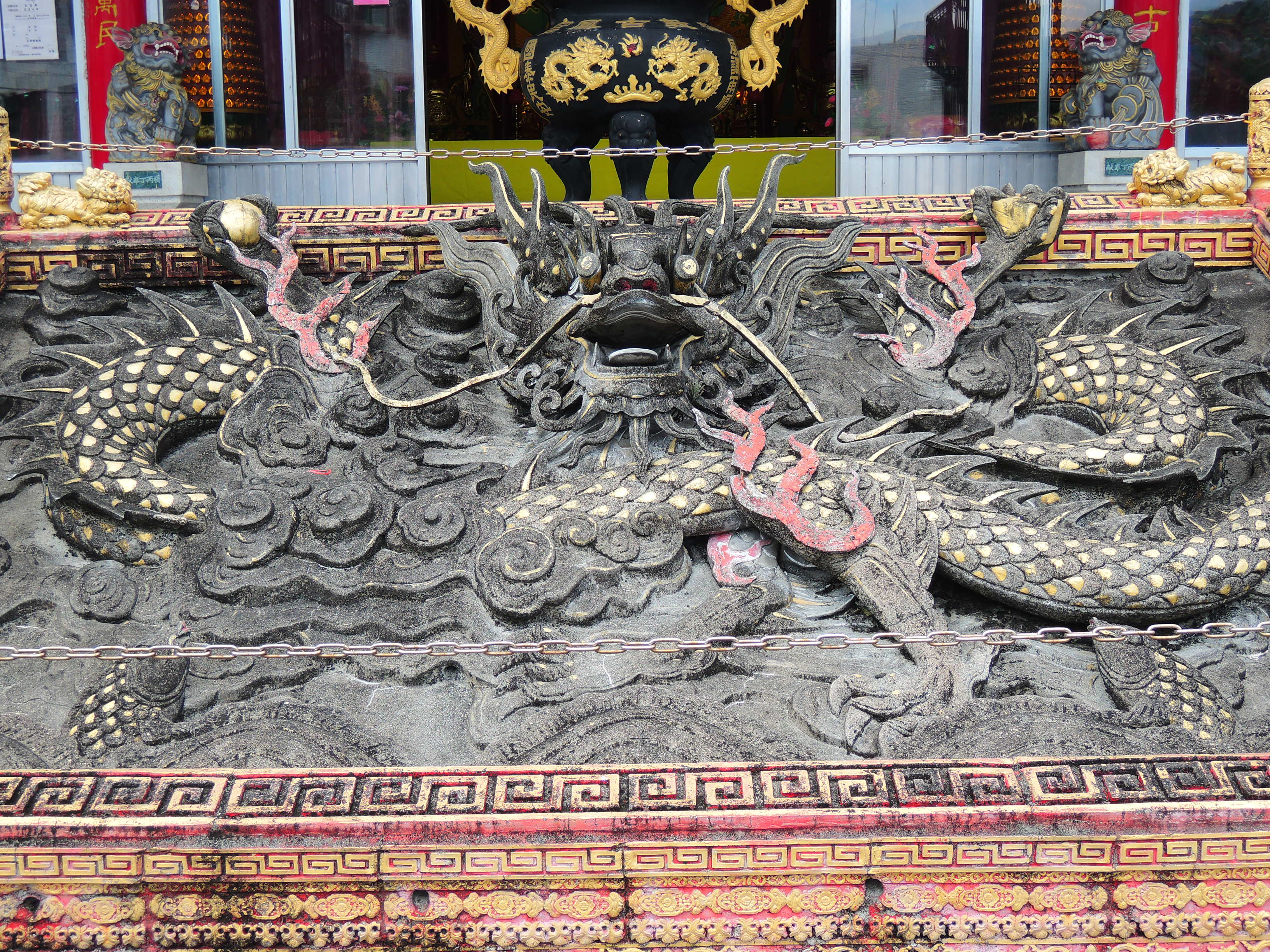
御龍石
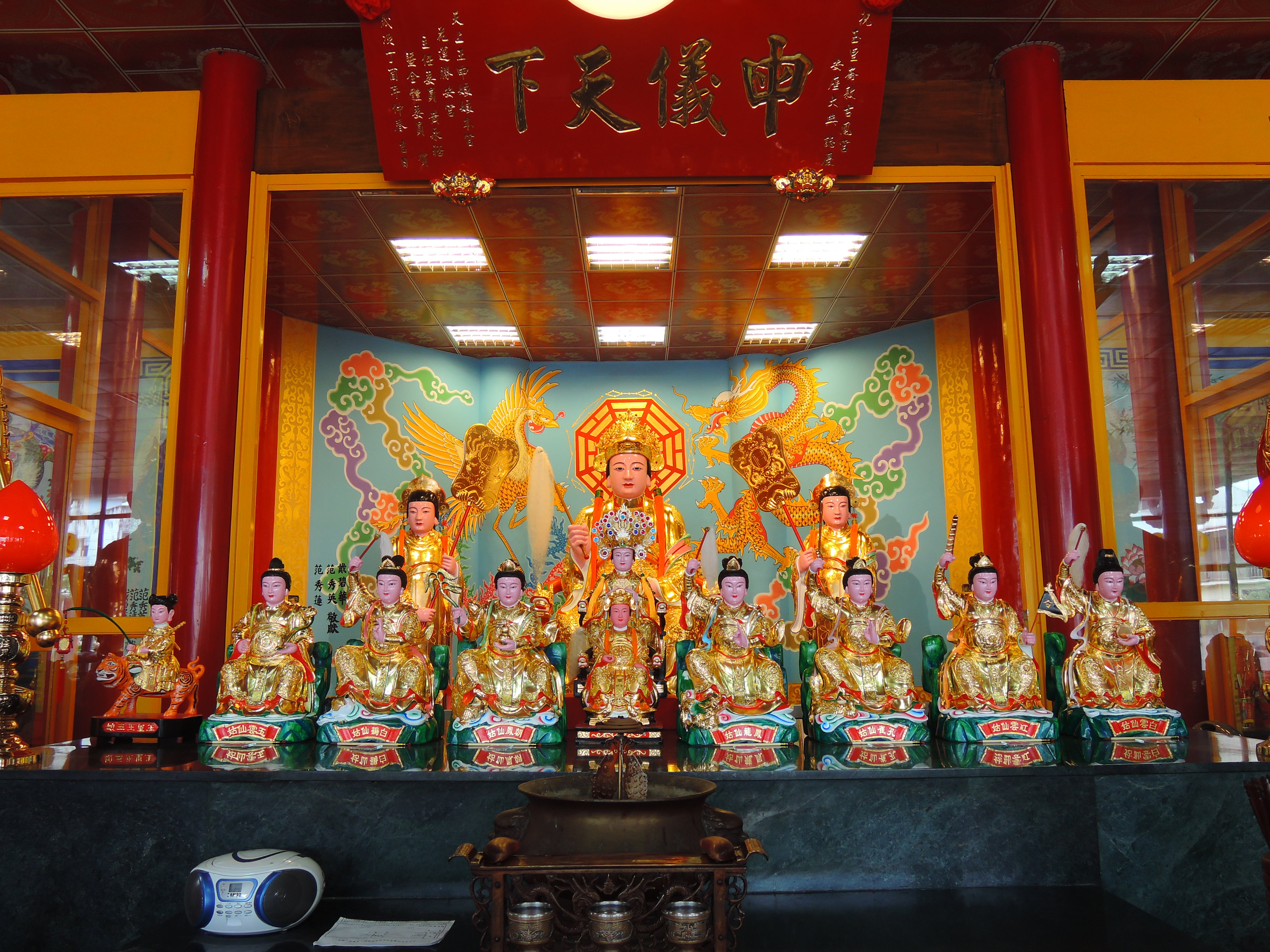
正殿王母娘娘像
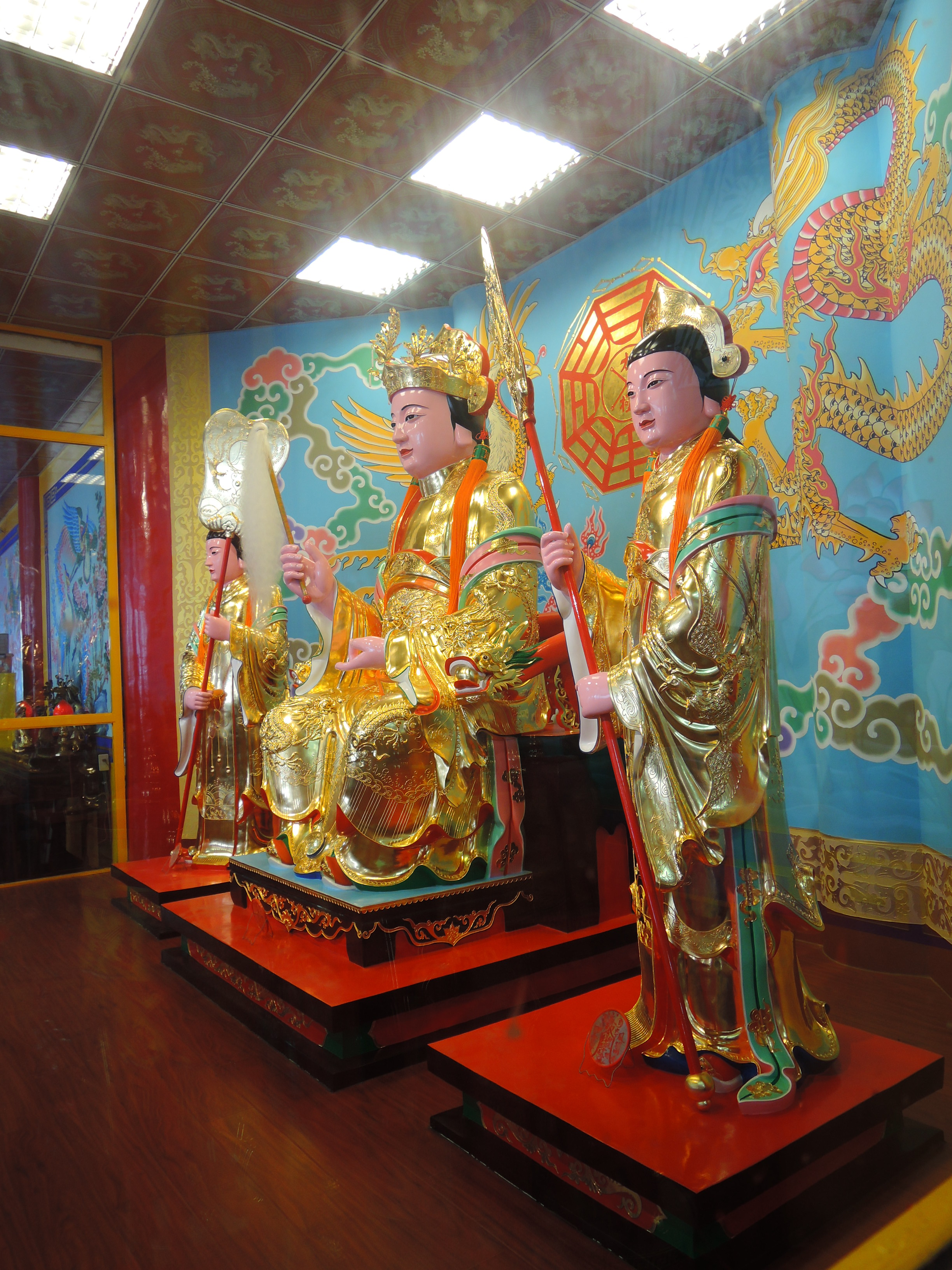
王母娘娘金身與左右宮娥
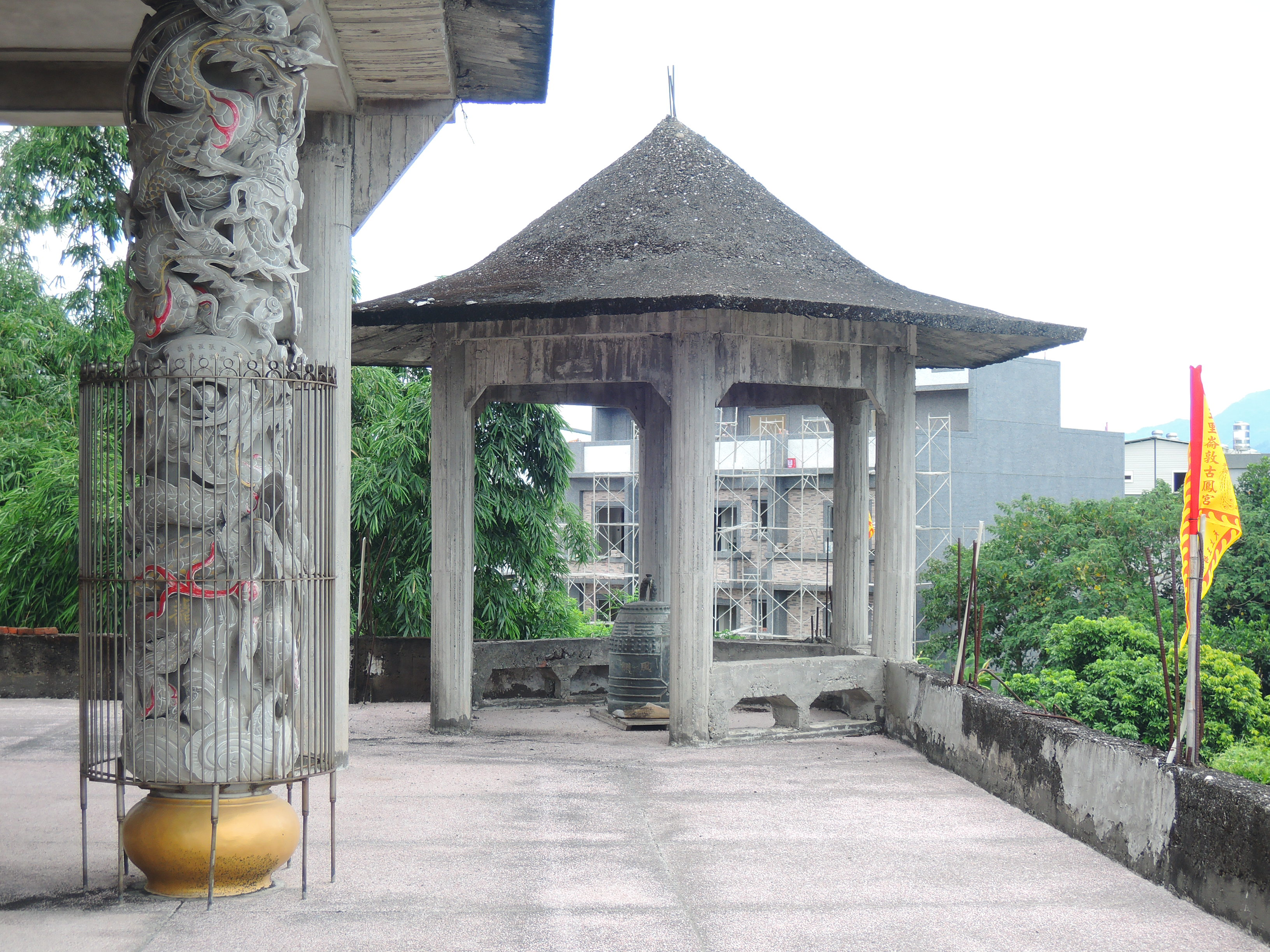
二樓鐘亭
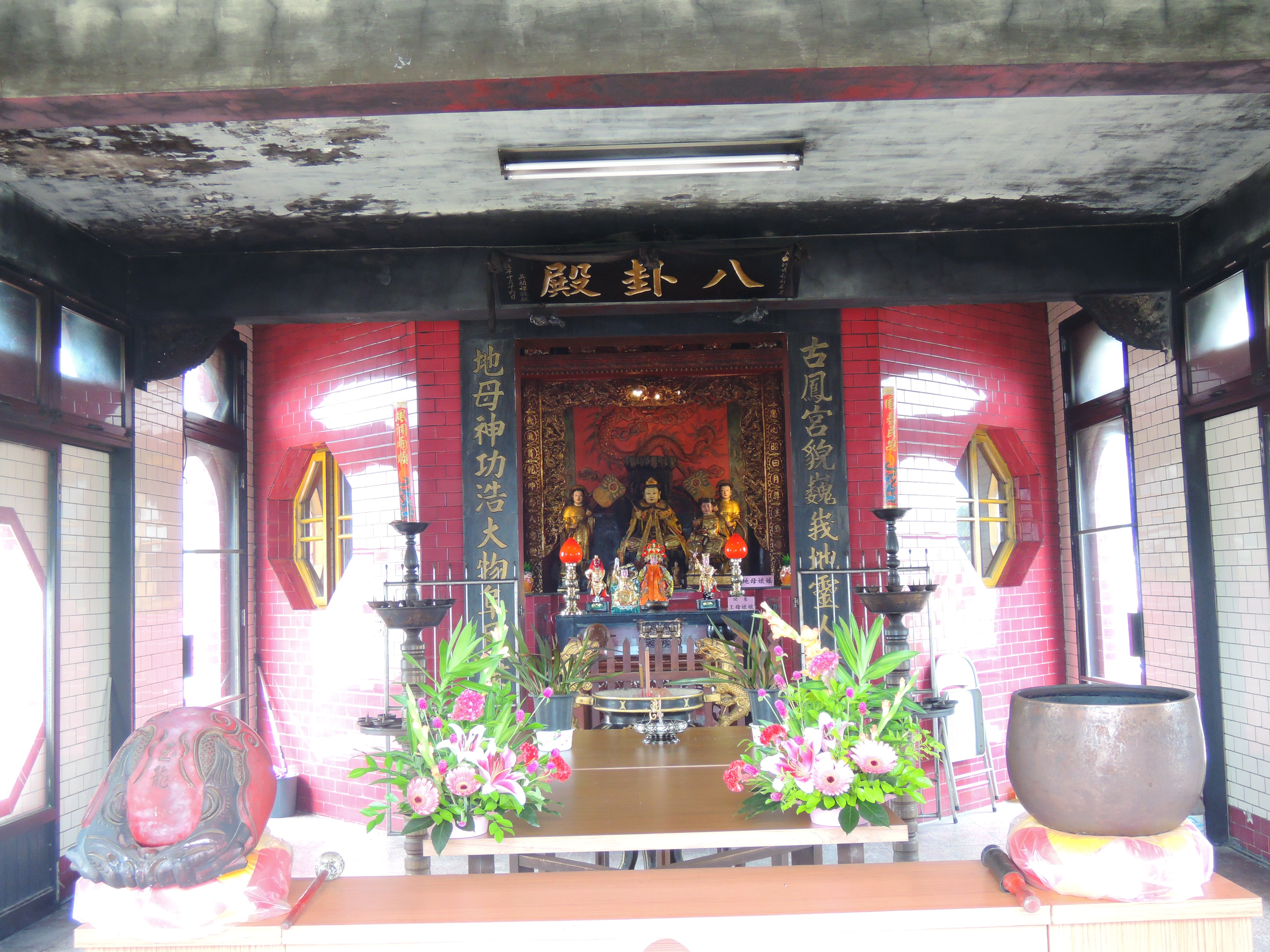
八卦殿：供奉地母娘娘

## 外部連結
- 崙敦古鳳宮的Facebook專頁